# Басарбовски манастир
Манастир Басарбово „Свети Димитар Басарбовски” је стенски манастир у Бугарској. Манастир се налази у долини реке Русенски Лом, у близини села Басарбово, општина Русе, 10 km од града Русе.
Манастир датира из периода Другог бугарског царства, али најранији подаци датирају из османских пореских књига из 1431. године. Тамо је означен као „Бесарабија” — имање са 14 домаћинстава. Истовремено, манастир је означен као „тимар великог војводе” — значи Иванко Бесараб — таст цара Jована Александра.
Према другом предању, оснивач манастира била је царица Теодора Влашка — прва жена цара Joвана Александра и ћерка влашког војводе Иванка Басараба. По војводи је названо и оближње село Басарбово. Најпознатији житељ и вечити игуман је Свети Димитар Басарбовски, који је највећи део живота провео у манастиру.